# Kazimierz (województwo pomorskie)
Kazimierz (kaszb. Kadzëmiérz lub też Kazëmiérz, niem. Kasimir) – wieś kaszubska w Polsce położona w województwie pomorskim, w powiecie puckim, w gminie Kosakowo.
Kazimierz to malownicza miejscowość granicząca z Rumią. W pobliżu wsi nad morzem znajduje się rezerwat "Beka".
W latach 1975–1998 miejscowość administracyjnie należała do województwa gdańskiego.
Wieś w latach 2000-2002 wchodziła w skład Rumi.
Przez miejscowość przebiega droga wojewódzka nr 100.